# 富田めぐみ
富田 めぐみ（とみた めぐみ、1973年 - ）は、沖縄の舞台演出家、ラジオパーソナリティ、ナレーター、司会者、女優、作詞家。沖縄県八重瀬町出身。

## 出演

### ラジオ番組
- NTTおしゃれにナイトナイト（ラジオ沖縄）
- とんでもHAPPEN（ラジオ沖縄）
- きまぐれワイド（ラジオ沖縄）
- めぐみの青春畑（ラジオ沖縄）
- 藤木勇人のがじゅまるラジオ（ラジオ沖縄）
- エモーショナルエイジ（エフエム沖縄）
- チャットステーションL（ラジオ沖縄）
- 沖縄羅針盤（ラジオ沖縄）※放送中
- JOY OF LIFE（エフエム沖縄）※放送中

### テレビ番組
- 大河ドラマ「琉球の風」（NHK）
- ふるさと再発見（沖縄テレビ）
- 定男と歌まーい（沖縄テレビ）
- ドラマ「無常の運命」（沖縄テレビ）
- ドラマ「白雨の瞬間」（沖縄テレビ）
- ごご5時にっぽん（日本テレビ）

### ナレーション
- 美ら海水族館プレゼンツ「黒潮に抱かれて」（琉球放送）
- 沖縄チャンプルーな旅（旅チャンネル）
- 沖縄海洋館プラネタリウム
- DyDoドリンコはいさい！ウチナー口自販機

### 舞台
- 泊阿嘉
- 伊江島ハンドー小
- 中城情話
- 桃売りアン小
- 懐機と尚巴志
- レイラニのハイビスカス
- トートーメー万歳
- めんそーれ沖縄

他多数

### 映画
- パイナップルツアーズ
- 風音（東陽一監督）
- 日本カナダ共同制作「カラカラ（英語版）」（クロード・ガニオン監督）

## 舞台演出他
- 南海のムリカ星（演出助手・海外公演コーディネーター）

沖縄・東京・ロシア・韓国・アイスランド・中国・ブルガリア・オーストリア公演
- 歌舞劇「道ぬ空」（構成・演出・海外公演コーディネーター）

アビニョンフェスタ（フランス）・キジムナーフェスタ（沖縄）・デンマーク児童演劇祭（デンマーク）・ASSITEJ KOREA児童演劇祭＆第1回アジア児童演劇祭（韓国）
第２回アジア児童演劇祭（台湾）・ASSITEJ世界大会（オーストラリア）・Festival Teatralia （スペイン）・シドニーオペラハウス（オーストラリア）
- 音楽劇「てるてる」（脚本・演出・海外公演コーディネーター）

ASSITEJ KOREA児童演劇祭(韓国）・アンカラ大学（トルコ）・FATEJアフリカ児童演劇祭（カメルーン）・NAJ NAJ NAJ Festival（クロアチア）・ATTI FESTA（韓国テグ市）
- アジア４カ国共同制作作品「Blue hour」（脚本・演出）
- ダンスエレマン・アビニョン公演（コーディネーター）
- 豊見城わらびんちゃあフェスタ（構成・演出）
- ぐん・ぐん・群読（演出・ワークショップ講師）

## その他
- キジムナーフェスタ（国際児童・青少年演劇フェスティバルおきなわ）アシスタントプロデューサー
- Dance Creation Award審査員
- 琉球新報バレエコンクール審査員
- 沖縄現代演劇協会理事